# Hedgpethia nasica
Hedgpethia nasica is een zeespin uit de familie Colossendeidae. De soort behoort tot het geslacht Hedgpethia. Hedgpethia nasica werd in 1994 voor het eerst wetenschappelijk beschreven door Child. 